# 愛德華·卑路乍

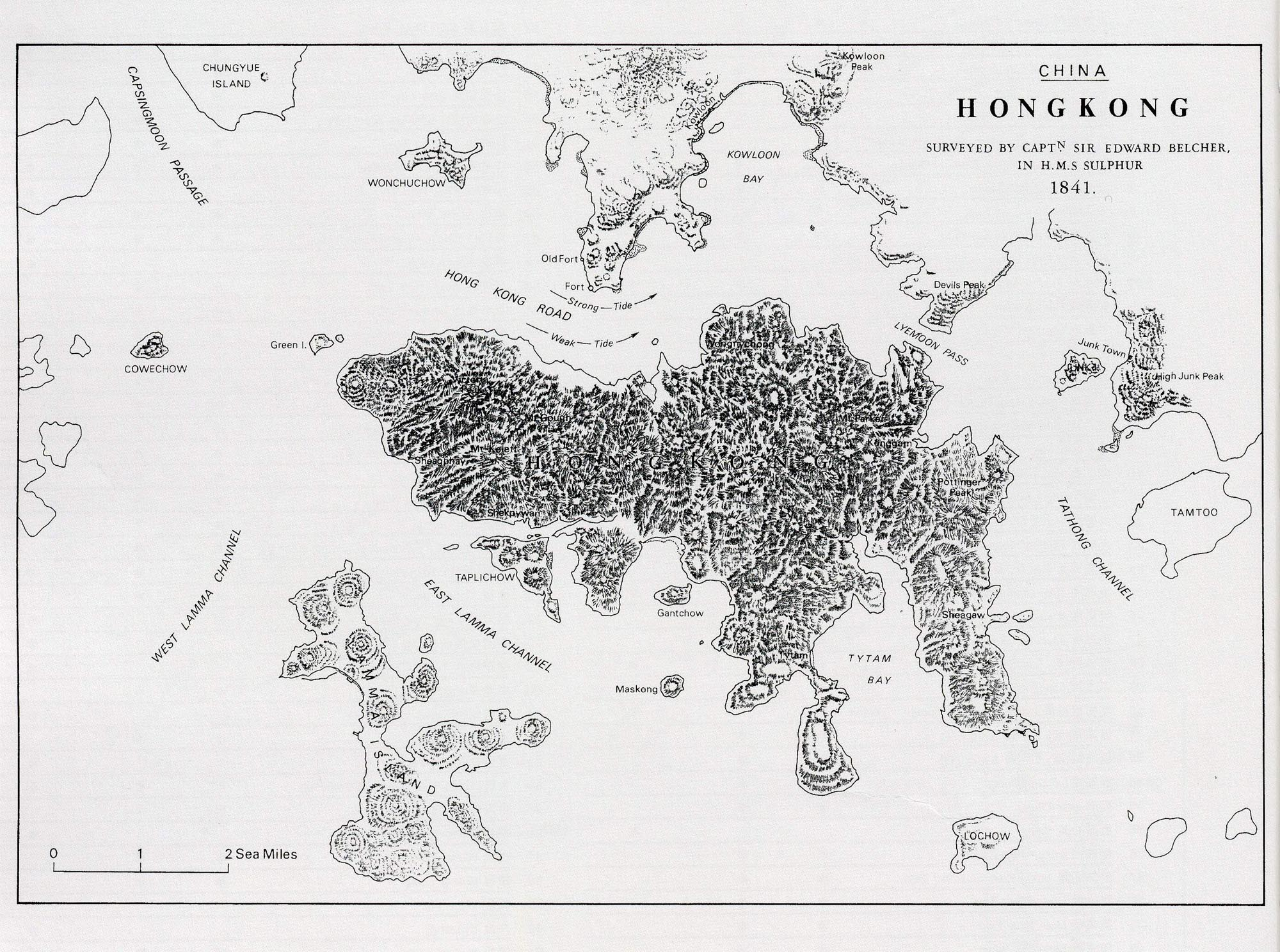
圖為1841年的香港全圖，當時的香港只包括香港島部份，正是由愛德華·卑路乍於硫磺號上繪製。

愛德華·贝尔彻爵士KCB（1799年2月27日—1877年3月18日）是一名英國皇家海軍軍官及探索者。他是曾任麻省、新罕布夏州及新澤西州總督的喬納森·贝尔彻（英語：Jonathan Belcher）的曾孫，其妻子（Diana Jolliffe）是彼德·海伍德（英語：Peter Heywood）艦長繼女。
愛德華·贝尔彻生於加拿大新斯科舍省的哈利法克斯，1812年加入英國皇家海軍，約15、16歳任見習官（midshipman）期間，發明兩項提高了船錨運作的工具（現存倫敦科學館）。1825年，他隨Frederick William Beechey的一個師，遠征太平洋和白令海峽，之後他指揮測量船對非洲北部和西部海岸和英國領海，進行測量。1836年，他完成留下的太平洋及南美洲測量工作。1839年，他隨英國皇家海軍炮艦硫磺號（HMS Sulphur）從南美返回英國。1840年，他作為艦長遠赴參與對中國清政府的戰役，1841年，他曾經在香港島的佔領角登陸，即是現在稱的上環水坑口街附近，1842年才回到英國家中。為紀念他的戰功，以堅尼地城旁的海灣及街道以他的名字被命名為卑路乍灣及卑路乍街。
1843年，愛德華·贝尔彻受封爵士，直至1847年前在三寶壟號艦上到東印度群島和菲律賓等地進行測量。1852年受政府受派到北極搜索失踪的約翰·富蘭克林爵士，但該次航行是不成功的，他無法使自己的部隊與他的下屬信心，因為他不完全適合指揮船隻在冰海航行。五艘船中四艘被棄，當中果斷號（HMS Resolute）需要美國協助才能回航，並使他需受軍事法庭論罪，但後判無罪。
1867年獲受封騎士指揮官勳章（Knights Commander of the Order of the Bath），1872年受任為上將。

## 外部參考
- 香港歷史掌故 （页面存档备份，存于）